# Кожухівська сільська рада (Коростенський район)
Кожухівська сільська рада — колишня адміністративно-територіальна одиниця та орган місцевого самоврядування у Коростенському (Ушомирському) районі й Коростенській міській раді Коростенської і Волинської округ, Київської й Житомирської областей Української РСР та України з адміністративним центром у с. Кожухівка.

## Населені пункти
Сільській раді були підпорядковані населені пункти:
- с. Кожухівка
- с. Клочеве

## Населення
Кількість населення ради, станом на 1923 рік, становила 1 993 особи, кількість дворів — 368.
Відповідно до результатів перепису населення СРСР, кількість населення ради, станом на 12 січня 1989 року, становила 733 особи.
Станом на 5 грудня 2001 року, відповідно до перепису населення України, кількість мешканців сільської ради становила 558 осіб.

## Склад ради
Рада складалася з 12 депутатів та голови.

### Керівний склад сільської ради
| ПІБ                            | Основні відомості                                                             | Дата обрання | Дата звільнення |
| ------------------------------ | ----------------------------------------------------------------------------- | ------------ | --------------- |
| Нагорний Олександр Миколайович | Сільський голова, 1958 року народження, освіта, член народної партії          | 26.03.2006   | 31.10.2010      |
| Майстренко Анатолій Адамович   | Сільський голова, 1960 року народження, освіта середня загальна, безпартійний | 31.10.2010   |                 |

Примітка: таблиця складена за даними джерела

## Історія
Створена 1923 року, в складі сіл Жабче, Кожухівка та Яблунівка Коростенської волості Коростенського повіту Волинської губернії. З 17 грудня 1926 року на обліку значиться хутір Клочев (згодом — с. Клочеве). Станом на 1 жовтня 1941 року с. Яблунівка не перебуває на обліку населених пунктів.
Станом на 1 вересня 1946 року сільська рада входила до складу Коростенського району Житомирської області, на обліку в раді перебували села Жабче, Клочеве та Кожухівка.
11 серпня 1954 року, відповідно до указу Президії Верховної ради Української РСР «Про укрупнення сільських рад по Житомирській області», до складу ради приєднано територію та с. Чигирі ліквідованої Чигирівської сільської ради. 2 вересня 1954 року, відповідно до рішення Житомирського облвиконкому № 1087 «Про перечислення населених пунктів в межах районів Житомирської області», с. Жабче передане до складу Купищенської сільської ради Коростенського району.
На 1 січня 1972 року сільська рада входила до складу Коростенського району Житомирської області, на обліку в раді перебували села Кожухівка, Клочеве та Чигирі.
3 листопада 1993 року, відповідно до рішення Житомирської обласної ради «Про внесення змін в адміністративно-територіальний устрій окремих районів», с. Чигирі увійшло до складу відновленої Чигирівської сільської ради Коростенського району.
Виключена з облікових даних 17 липня 2020 року. Територію та населені пункти ради, відповідно до розпорядження Кабінету Міністрів України № 711-р від 12 червня 2020 року «Про визначення адміністративних центрів та затвердження територій територіальних громад Житомирської області», включено до складу Коростенської міської територіальної громади Коростенського району Житомирської області.
Входила до складу Коростенського (Ушомирського, 7.03.1923 р., 28.02.1940 р.) району та Коростенської міської ради (1.06.1935 р.).